# Passiflora membranacea
Passiflora membranacea Benth. – gatunek rośliny z rodziny męczennicowatych (Passifloraceae Juss. ex Kunth in Humb.). Występuje naturalnie w Meksyku, Gwatemali, Salwadorze, Hondurasie, Nikaragui, Kostaryce oraz Panamie. 

## Morfologia
PokrójZdrewniałe, trwałe, nagie liany.
LiściePrawie okrągłe lub potrójnie klapowane. Mają 5–9 cm długości oraz 6–9 cm szerokości. Całobrzegie, z tępym lub ostrym wierzchołkiem. Ogonek liściowy jest nagi i ma długość 20–40 mm. Przylistki są liniowe, mają 5–20 mm długości.
KwiatyPojedyncze. Działki kielicha są podłużnie lancetowate, zielonkawe lub białawe, mają 3,5–6 cm długości. Płatki są podłużne, żółtozielonkawe lub białe, mają 2–5,5 cm długości. Przykoronek ułożony jest w 1–2 rzędach, białawy, ma 1–25 mm długości.
OwoceSą elipsoidalnego kształtu. Mają 7–10,5 cm długości i 4 cm średnicy.

## Biologia i ekologia
Występuje w lasach na wysokości 1200–3300 m n.p.m.